# Caso Aminetu Haidar

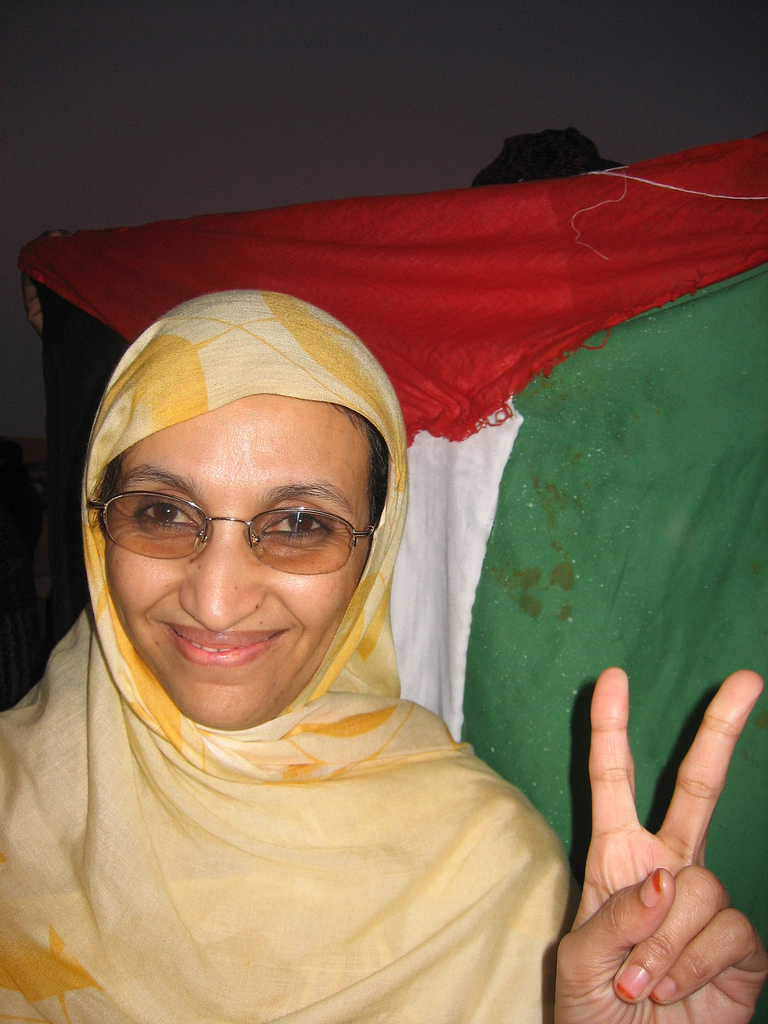
Aminetu Haidar es una activista saharaui reconocida internacionalmente

La cercanía entre El Aaiún y las Islas Canarias propició el lugar de destino por Marruecos

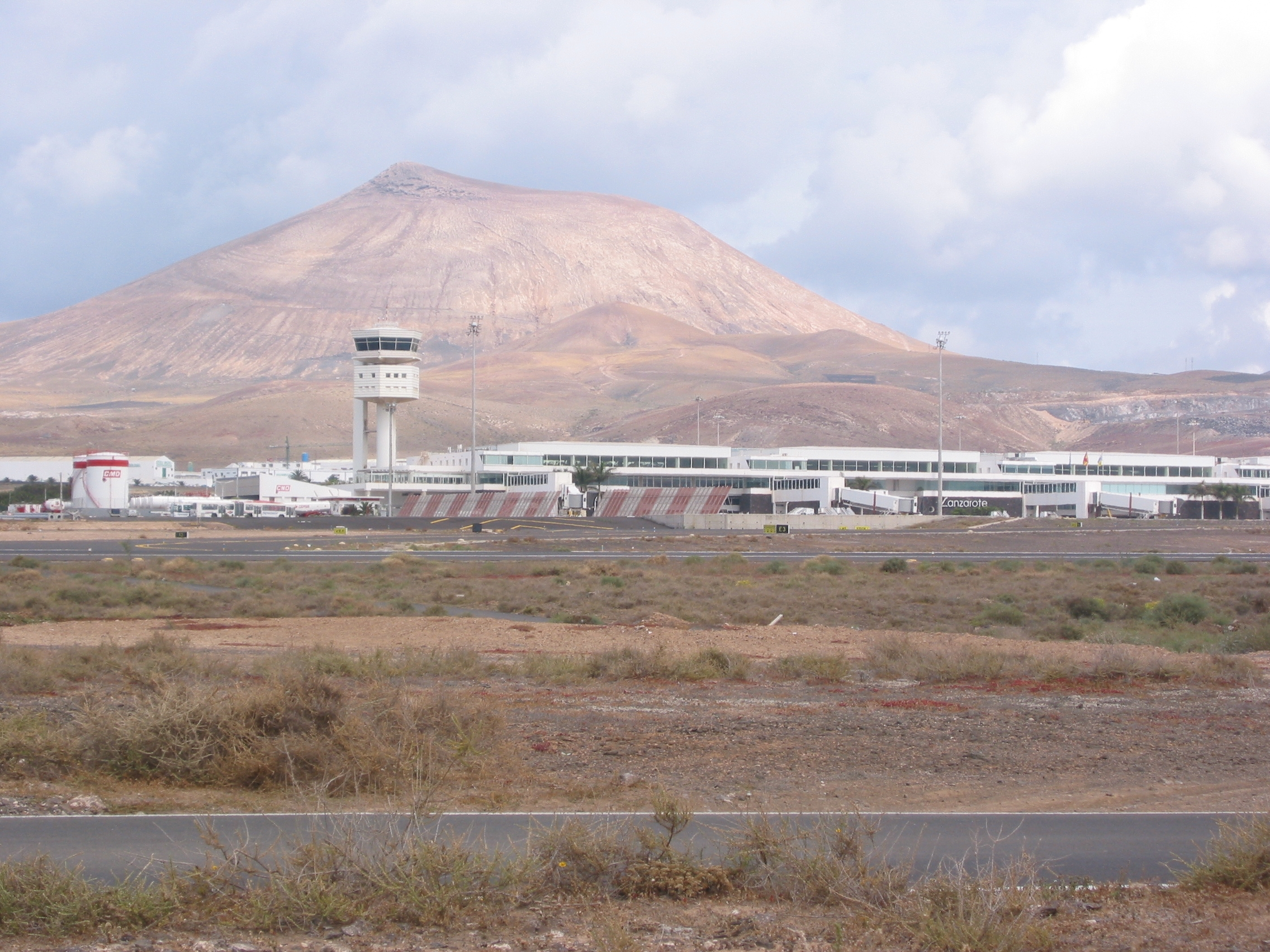
Aeropuerto de Guacimeta, en San Bartolomé, isla de Lanzarote

El caso Aminetu Haidar o simplemente caso Haidar fueron los sucesos que se desarrollaron desde el viernes 13 de noviembre de 2009, día en que la activista saharaui Aminatou Haidar tras aterrizar en el Aeropuerto Hassan I de El Aaiún (Marruecos) procedente de Nueva York (Estados Unidos), fue detenida ilegalmente durante 24 horas por las fuerzas policiales marroquíes y expulsada el sábado 14 de noviembre hacia Lanzarote (España). En la noche del 17 de diciembre de 2009 Haidar regresó finalmente a El Aaiún en un avión medicalizado tras 32 días de huelga de hambre.

## Desarrollo

### Nueva York y regreso a El Aaiún
Aminetu fue galardonada a finales de octubre de 2009 con el Premio al coraje civil de la Train Foundation, prestigioso premio estadounidense otorgado anteriormente a personalidades como la rusa Anna Politkóvskaya, asesinada por defender los derechos humanos en su país.

### Detención ilegal en el Aeropuerto Hassan I
El 13 de noviembre de 2009, tras su llegada a El Aaiún procedente de Nueva York en un vuelo con escala en Madrid y Las Palmas de Gran Canaria, fue detenida ilegalmente por los cuerpos policiales marroquíes. La causa de la detención según las versiones marroquíes, se trata de una "cuestión de honor", debido a que la activista escribió en el trámite administrativo de acceso al país, en la casilla de la nacionalidad, Sáhara Occidental en lugar de Marruecos.
La detención duró un día en las dependencias del Aeropuerto Hassan I de El Aaiún, Sáhara Occidental. Allí se le sometió a dos interrogatorios, el primero desde las 13 horas del 13 de noviembre hasta las 3 horas del 14 de noviembre, y el segundo desde las 8 hasta las 10:45 horas del 14 de noviembre. A las 11:10 horas la policía marroquí embarcó a la activista a una aeronave con su equipaje pero requisándole sus teléfonos móviles y su pasaporte. Los agentes marroquíes le informaron que iba a ser expulsada a España, pero no se le comunicó el destino concreto.

### Expulsión a Lanzarote
Durante el vuelo, el piloto comunicó que iban a tomar tierra en la isla de Lanzarote, Canarias, España, lo cual sorprendió a la saharaui debido a que no poseía arraigo de ningún tipo con dicho lugar. Tras su aterrizaje permanece en la Terminal 1 del Aeropuerto de Lanzarote, donde inició también una huelga alimenticia, ingiriendo únicamente agua y azúcar, el 15 de noviembre. Su establecimiento en el aeropuerto responde a una medida de presión, acusando al Gobierno español de inhibirse en el asunto y actuar en connivencia con el Gobierno marroquí.
El 18 de noviembre, Marruecos había accedido a devolver su pasaporte a Haidar después de que el presidente Nicolas Sarkozy intercediera en nombre de Haidar ante el rey Mohamed VI.

## Reacciones

### Propuestas del gobierno español
En su segunda semana en el aeropuerto conejero, el Ministerio de Exteriores español envió como emisario a su director de gabinete, Agustín Santos Maraver, el cual le propuso a Haidar tres opciones por parte del gobierno español: asilo político, solicitar un nuevo pasaporte o adquirir la nacionalidad española. Ninguna de las tres propuestas fue aceptada por la activista. Rechazó las opciones de asilo político o la adquisición de la nacionalidad española, porque ella es saharaui y aceptar esas propuestas implicaría no poder volver a su tierra natal. No quiere pedir un nuevo pasaporte porque ya tiene uno, que se lo han requisado las fuerzas de seguridad del estado marroquíes. Además, solicitar uno nuevo podría implicar meses de espera o el rechazo de su propuesta.

### Políticas
En su primera semana recibió las visitas in situ del político Cayo Lara y de la eurodiputada austríaca Karin Scheele. Cayo Lara envió una carta al Rey Juan Carlos I solicitándole su mediación en el asunto, a lo cual el Rey respondió que posee voluntad, pero es el Ejecutivo español el que dirige la política exterior. Desde el parlamento español se pretende realizar una proposición no de ley por parte de todos los partidos con representación parlamentaria. 
La diputada española Rosa Díez viajó a El Aaiún para transmitir su apoyo a los hijos de Aminetu Haidar. Mientras se encontraba en casa de la activista saharaui Djimi El Ghalia, fue desalojada por policías marroquíes por carecer de permiso para realizar dicha visita.
El Ministro de Exteriores marroquí, Taieb Fassi Fihri, acusó a Haidar de trabajar como espía para los servicios de inteligencia argelinos, aconsejándole a la activista solicitar un pasaporte argelino. Además afirmó que las presiones de Aminetu con su huelga corresponden a tácticas minuciosamente orquestada por el Frente Polisario y Argelia para desestabilizar el proceso de autonomía para el Sáhara Occidental como provincia marroquí. También se afirmó por políticos de Rabat que la huelga de hambre de la activista se trata de una farsa, y justifican la expulsión de Aminatu Haidar por una "cuestión de honor".
El 27 de noviembre la Assembleia da República (parlamento portugués) aprobó a propuesta del Partido Comunista Portugués una moción expresando su solidaridad con Aminetu Haidar y su preocupación por la falta de cumplimiento de los Derechos Humanos en Marruecos. Marruecos, a través de un comunicado transmitido por el ministerio marroquí de Asuntos Exteriores y Cooperación, respondió tachando de "decepción" la decisión de Portugal.

### Acciones diplomáticas
La ONU instó a Marruecos a respetar los Derechos Humanos y a dejar regresar a Aminatu a El Aaiún. Cuando se cumplía el día 25 desde que la activista comenzó su huelga, la Unión Europea presionó a Marruecos exigiéndole que respetase los Derechos Humanos y que buscase una solución al problema. Al día siguiente, el 11 de diciembre de 2009, EE. UU. se puso en contacto con Marruecos para pedirle que diera salida al conflicto.

### Movimientos civiles
Tras su expulsión de Marruecos, la noticia causó revuelo en los medios de comunicación españoles. Desde el primer momento han ido apareciendo grupos de apoyo a Haidar en numerosas ciudades españolas, que se han manifestado a favor de la activista tanto en la calle o la manifestación con más de mil manifestantes que se dio lugar en Madrid el 11 de diciembre de 2009.
Internet se ha desatado como una fuente de apoyo poderosa por Haidar; ejemplo de ello son los numerosos grupos de apoyo en Facebook, como Ayuda a Aminatu Haidar con más de 11.000 miembros, Free Aminatou Haidar con más de 5.000 miembros, Exigimos firmeza frente a Marruecos en el caso Aminetu Haidar con 1000 miembros, Todos con Aminetu Haidar, Solidaridad canaria con Haidar, etc. También se han recogido firmas por diferentes asociaciones. Las protestas ciudadanas en España han llegado hasta el Senado y el Congreso de los Diputados, e incluso Amnistía Internacional se ha movilizado recogiendo apoyos para presionar al gobierno de Marruecos en busca de una solución para la saharaui. También han sido muchos los personajes públicos que durante la huelga le han mostrado su apoyo de diferentes formas. 
En su primera semana en el Aeropuerto de Guacimeta, recibió las visitas del grupo musical Macaco, del director de cine Javier Fesser, o los actores Fernando Tejero, Lola Dueñas, o Willy Toledo que durmió una noche con ella en el suelo de las instalaciones aeroportuarias. Por otra parte el escritor portugués José Saramago que residía en Lanzarote, le dedicó un manifiesto a Aminatu expresando su total apoyo en la causa de la RASD y se entrevistó con Aminetu. Posteriormente siguió recibiendo visitas y apoyos como las visitas de la sociedad civil española, políticos, manifiestos firmados por personalidades referentes del mundo cultural, etc.
En Portugal, otro país donde el caso Haidar se sigue con atención, se han sucedido diversos movimientos civiles, como el escrito de apoyo a la activista firmado por numerosas personalidades portuguesas, que se entregó en la embajada de España en el país luso.